# David Lillo

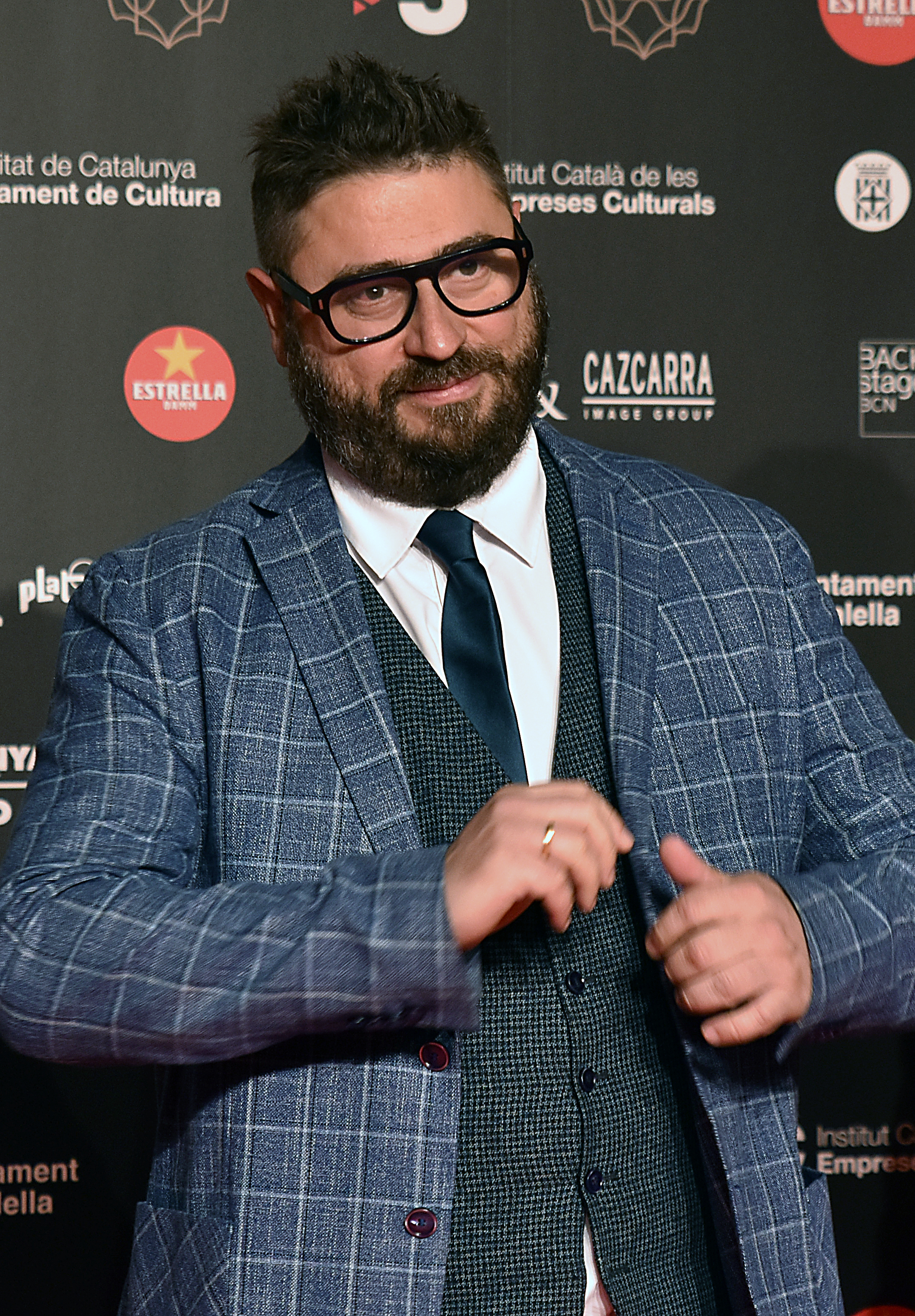
David Lillo

David Lillo (Barcelona 1975) es un guionista y director de cine español.

## Biografía
Barcelonés nacido en una familia procedente de Castilla-La Mancha, concretamente de la localidad ciudadrealeña de Albaladejo. Trabaja como locutor de radio y guionista de televisión desde la adolescencia colaborando con algunos de los más populares cómicos españoles como Tricicle o Andreu Buenafuente.
Es guionista de las más importantes galas de premios en España como los Goya, los Ondas, los TP o los premios ATV.
En 2007, de la mano de Roger Gual, escribe y dirige su primera película 'Parking'. Un film escrito, preproducido y rodado en cuatro semanas sin apenas presupuesto.

## Libros
Ha participado en varios libros de guiones de los programas Dinamita y Buenafuente.
En 2007 publica 'Azaca', un libro de relatos juveniles.